# Azygopterus corallinus
Azygopterus corallinus is een  straalvinnige vissensoort uit de familie van stekelruggen (Stichaeidae). De wetenschappelijke naam van de soort is voor het eerst geldig gepubliceerd in 1955 door Andriashev & Makushok.